# 97-й меридіан східної довготи
97-й меридіан східної довготи — лінія довготи, що лежить на 97 градусів східніше Гринвіцького меридіана. Вона проходить від Північного полюса через Північний Льодовитий океан, Азію, Індійський океан, Південний океан та Антарктиду до Південного полюса.
97-й меридіан східної довготи формує велике коло разом із 83-тім меридіаном західної довготи.

## Список географічних об'єктів, що перетинає 97° сх. д.
Починаючи на Північному полюсі та рухаючись до Південного полюса, 97-й меридіан східної довготи проходить через:
| Координати                                                 | Країна, територія або море | Примітки |
| ---------------------------------------------------------- | -------------------------- | --- |
| 90°0′ пн. ш. 97°0′ сх. д. / 90.000° пн. ш. 97.000° сх. д.  | Північний Льодовитий океан | |
| 80°53′ пн. ш. 97°0′ сх. д. / 80.883° пн. ш. 97.000° сх. д. | Росія                      | Північна Земля — проходить через острови Комсомолець та Жовтневої Революції                                                                            |
| 78°56′ пн. ш. 97°0′ сх. д. / 78.933° пн. ш. 97.000° сх. д. | Карське море               | |
| 76°19′ пн. ш. 97°0′ сх. д. / 76.317° пн. ш. 97.000° сх. д. | Росія                      | Красноярський край — проходить через архіпелаг Норденшельда[ru] та материк Іркутська область Тува                                                      |
| 49°55′ пн. ш. 97°0′ сх. д. / 49.917° пн. ш. 97.000° сх. д. | Монголія                   | |
| 42°44′ пн. ш. 97°0′ сх. д. / 42.733° пн. ш. 97.000° сх. д. | КНР                        | Ганьсу Цинхай Тибет — проходить західніше Чамдо |
| 28°19′ пн. ш. 97°0′ сх. д. / 28.317° пн. ш. 97.000° сх. д. | Індія                      | Аруначал-Прадеш — претендує КНР |
| 27°42′ пн. ш. 97°0′ сх. д. / 27.700° пн. ш. 97.000° сх. д. | М'янма                     | |
| 27°19′ пн. ш. 97°0′ сх. д. / 27.317° пн. ш. 97.000° сх. д. | Індія                      | Аруначал-Прадеш — приблизно на 19 км |
| 27°8′ пн. ш. 97°0′ сх. д. / 27.133° пн. ш. 97.000° сх. д.  | М'янма                     | |
| 17°16′ пн. ш. 97°0′ сх. д. / 17.267° пн. ш. 97.000° сх. д. | Андаманське море           | |
| 5°15′ пн. ш. 97°0′ сх. д. / 5.250° пн. ш. 97.000° сх. д.   | Індонезія                  | Проходить через острів Суматра |
| 3°33′ пн. ш. 97°0′ сх. д. / 3.550° пн. ш. 97.000° сх. д.   | Індійський океан           | Проходить західніше островів Баньяк[en], Індонезія Проходить західніше острова Ніас, Індонезія Проходить східніше Кокосових островів, Кокосові острови |
| 60°0′ пд. ш. 97°0′ сх. д. / 60.000° пд. ш. 97.000° сх. д.  | Південний океан            | |
| 65°10′ пд. ш. 97°0′ сх. д. / 65.167° пд. ш. 97.000° сх. д. | Антарктида                 | Проходить через Австралійську антарктичну територію (претендує Австралія)                                                                              |